# Knipp (Einheit)
Knipp war ein Längenmaß für Garne im Großherzogtum Oldenburg.
- Erbherrschaft Jever 1 Knipp = 80,791 Meter
  - 1 Stück Garn = 1 Faden = 10 Bind = 20 Knipp = 2400 Jeversche Ellen = 2781, 8 Oldenburger Ellen = 1615,86 Meter
- Landwürden 1 Knipp = 142,285 Meter